# Particle Tracing

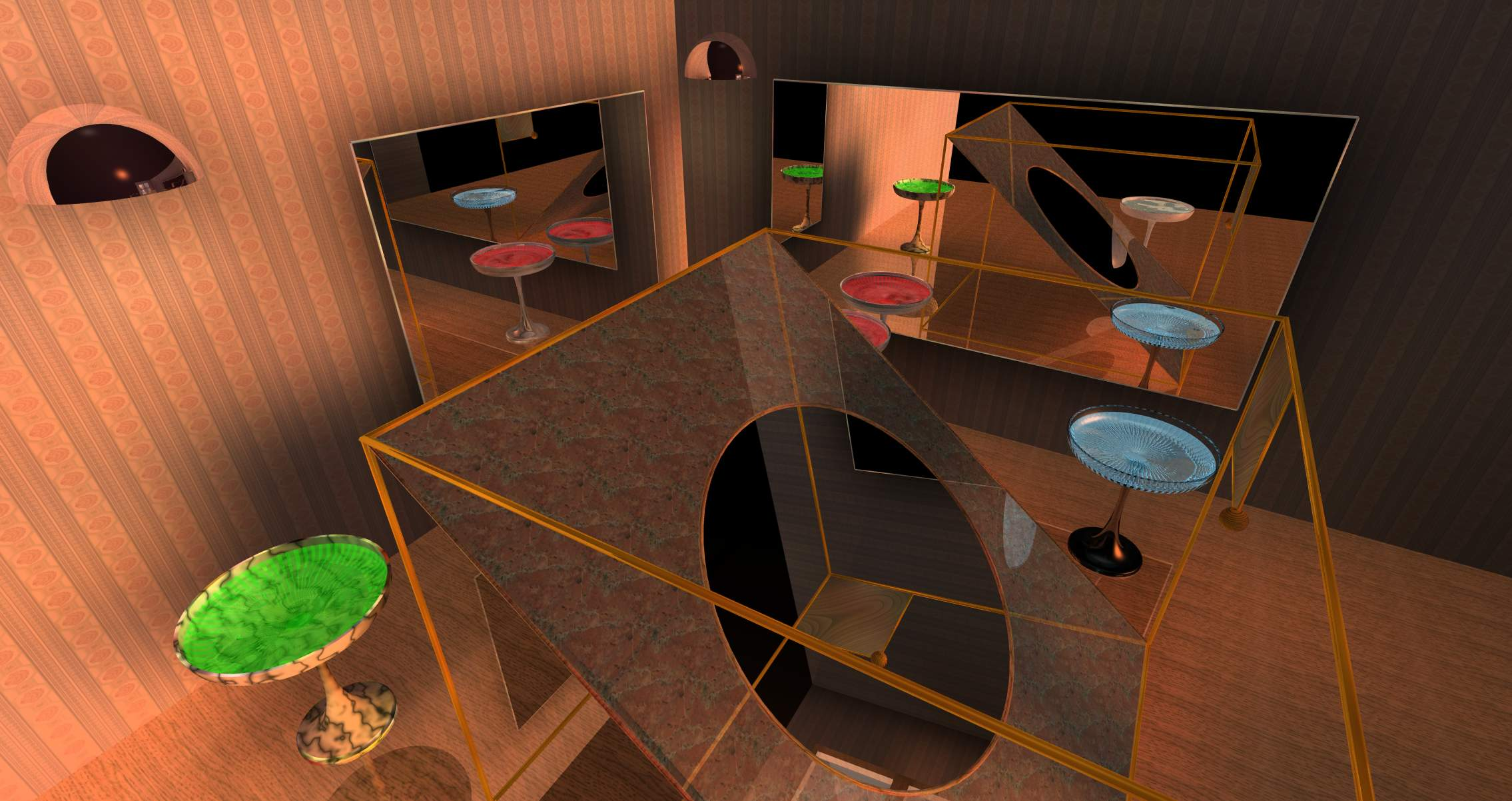
Ein mit MicroStation berechnetes Bild

Mit Particle Tracing werden in der Computergrafik bestimmte Algorithmen zur Bildsynthese bezeichnet, die auf Raytracing basieren. Particle-Tracing-Verfahren arbeiten von den Lichtquellen aus und speichern die Beleuchtung während des Auftreffens der Strahlen oder „Partikel“ auf Objekten.
Ein bekanntes Particle-Tracing-Verfahren ist Photon Mapping. Dabei werden „Photonen“ von den Lichtquellen aus in die Szene gesendet und in einer von der Geometrie unabhängigen Datenstruktur gespeichert.
Eine weitere Methode ist Local Linear Density Estimation. Dabei wird die Position der Partikel innerhalb eines Dreiecks gespeichert. Durch diese platzsparende Speicherung kann eine sehr große Anzahl von Partikeln ausgesendet werden. Im Gegensatz zu üblichen Raytracing-Verfahren ist diese Methode unabhängig von der Position des Betrachters und stellt somit eine Alternative zu Radiosity dar.
Ein Renderer, der Particle Tracing verwendet, ist MicroStation.

## Nachweise
1. ↑  Matt Pharr, Greg Humphreys: Physically Based Rendering. From Theory to Implementation, S. 769. Morgan Kaufmann, London 2004, ISBN 0-12-553180-X (Website)
2. ↑  Bruce Walter u. a.: Global Illumination Using Local Linear Density Estimation. ACM Transactions on Graphics 16, 3 (Jul. 1997): 217–259, ISSN 0730-0301
3. ↑  http://www.mdlapps.com/microstation/ustnhelp44.html